# Тартышево (Башкортостан)
Тарты́шево (баш. Тартыш) — деревня в Бирском районе Башкортостана, относится к Чишминскому сельсовету. 

## Население
| 2002 | 2009 | 2010 |
| ---- | ---- | ---- |
| 4    | ↘0   | →0   |

## Географическое положение
Расстояние до:
- районного центра (Бирск): 33 км,
- центра сельсовета (Чишма): 8 км,
- ближайшей ж/д станции (Уфа): 102 км.

## Известные уроженцы
- Рябов, Фёдор Андреевич (20 января 1914 года — 5 февраля 1962 года) — бригадир тракторной бригады Базановской МТС БАССР, Герой Социалистического труда, депутат Верховного Совета Башкирской АССР третьего созыва (1951—1955), участник Великой Отечественной войны.